# Ivan Dmitrijevič Papanin
Ivan Dmitrijevič Papanin, rusky Иван Дмитриевич Папанин) (26. listopadu 1894 Sevastopol – 30. ledna 1986 Moskva) byl sovětský polární badatel, geograf a oceánograf, kontradmirál námořnictva SSSR, dvojnásobný Hrdina Sovětského svazu.

## Život

### Mládí a začátky v armádě
Narodil se v rodině námořníka v Sevastopolu, kde prožil dětství a mládí. Po ukončení základní školy v roce 1909 ho otec poslal do učení na soustružníka. V roce 1914 byl povolán do vojenské služby jako námořník Černomořské flotily. V letech 1918–1920 Papanin bojoval v občanské válce na Ukrajině a na Krymu. Za účast v akci v týlu Wrangelových vojsk získal své první vysoké vyznamenání, řád Rudého praporu. Krátce působil jako příslušník tajné policie Čeka. V roce 1921 byl převelen do Charkova jako vojenský velitel ukrajinského ústředního výkonného výboru, poté od července 1921 do března 1922 pracoval jako tajemník Revoluční vojenské rady Černomořské flotily. V roce 1922 byl přeložen do Moskvy nejprve jako komisař ekonomického oddělení lidového komisariátu námořních záležitostí, později byl jmenován do funkce vedoucího lidového komisariátu pošt a telegrafů. V letech 1923–1925 studoval na vyšších kurzech komunikace, poté byl poslán do Jakutska jako zástupce vedoucího expedice pro výstavbu rozhlasové stanice v Tommotu. Tam získal první zkušenosti s Arktidou a v klimaticky drsných a extrémních podmínkách začala nová část jeho života spojená s polárními výzkumy.
V roce 1932 byl Papanin pověřen zřídit speciální poštu na ledoborci Malygin, který zajišťoval spojení na severní mořské cestě do Země Františka Josefa. Byl jmenován vedoucím stanice v Tichém zálivu na Hookerově ostrově, která byla zřízena v souvislosti s plánovanými výzkumy v rámci 2. mezinárodního polárního roku. Tam poprvé přezimoval v Arktidě. Na této cestě ho doprovázela i manželka Galina, která se tak stala jednou z prvních žen pracujících v Arktidě. Další vědecká základna, na které Papanin se skupinou polárníků strávil období 1934–1935 byla na Čeljuskinově mysu na poloostrově Tajmyr.

### Expedice Severní pól–1

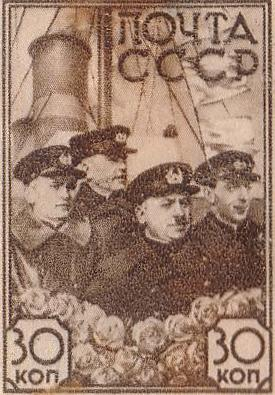
členové expedice Severní pól 1 na poštovní známce SSSR vydané roku 1938

Mezi roky 1937 a 1938 se stal velitelem neobvyklé expedice, kterou organizoval Otto Šmidt. Ve výzkumné stanici Severní pól-1 zřízené na plovoucí ledové kře strávili čtyři polárníci v čele s Papaninem téměř rok, délka trasy dosáhla téměř 2500 kilometrů. Její cestu sledoval se zájmem nejen Sovětský svaz, ale celý svět. Během expedice polárníci prováděli vědecké geografické a geologické průzkumy, zkoumali přítomnost života v této oblasti, vedli záznamy meteorologických i astronomických pozorování. Kra, pohybující se od severního pólu na jih až k 75, stupni severní šířky, se neustále zmenšovala a praskala. V únoru 1938 měla plochu přibližně 50×30 metrů a bylo rozhodnuto o ukončení expedice. Polárníci byli evakuováni v únoru 1938 pomocí ledoborců od pobřeží Grónska. Vědecké výsledky této expedice byly neobyčejně bohaté. Byly zjištěny značné hloubkové rozdíly v jednotlivých částech Severního ledového oceánu, obohatily se znalosti hydrobiologické, magnetologické, geofyzikální a meteorologické arktické oblasti. Papanin a další členové expedice získali titul doktora geografických věd a byli přijati za čestné členy Všesvazové geografické společnosti. Sovětská vláda mu udělila vyznamenání Hrdina Sovětského svazu a Leninův řád. Expedice vedená Papaninem pravděpodobně poprvé přivedla lidi na led poblíž severního pólu. Ivan Papanin stal jedním z nejpopulárnějších sovětských občanů Stalinovy éry. Pro polární badatele se vžil termín papaninci.

### Další kariéra

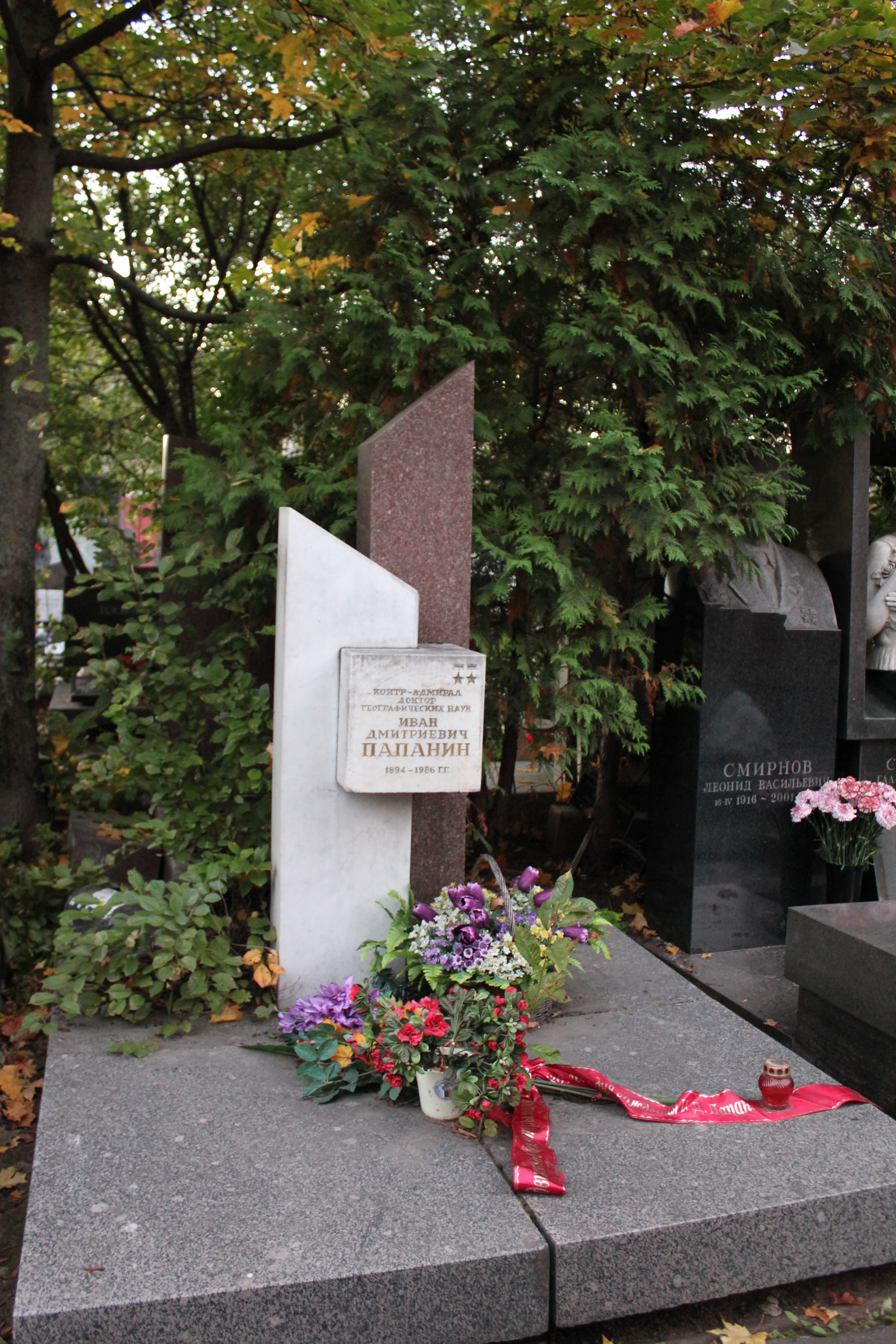
Papaninův hrob na Novoděvičím hřbitově v Moskvě

Od roku 1939 Papanin pracoval ve funkci vedoucího hlavního řízení Severní mořské cesty. Má zásluhu na výstavbě loděnice v Murmansku. Byl také členem revizní komise Ústředního výboru KSSS, zástupcem Nejvyššího sovětu SSSR a Moskevského městského sovětu. V roce 1940 mu byl udělen druhý titul Hrdiny Sovětského svazu s právem nosit medaili Zlatá hvězda. Bylo to ocenění Papaninových zásluh na záchraně ledoborce Georgij Sedov, který uvízl v ledu při jedné z expedic. Během 2. světové války byl zplnomocněncem Výboru pro obranu státu pro dopravu na Bílém moři a pro organizaci nakládky a vykládky v přístavu Archangelsk. Roku 1943 byl povýšen do hodnosti kontradmirála. V letech 1946–1949 aktivní činnost přerušil z důvodu onemocnění anginou pectoris. Od roku 1949 do roku 1951 byl zástupcem ředitele Oceánologického ústavu Akademie věd SSSR pro expedice. První výzkumné plavidlo Witjas se pohybovalo v oblasti Tichého a Indického oceánu a jeho hlavním úkolem byl výzkum míst tření a lovišť významných komerčních druhů ryb. Později byl Papanin jmenován vedoucím nově vytvořeného oddělení námořních expedic při Akademii věd SSSR. Byl také předsedou moskevské pobočky Geografické společnosti SSSR. V roce 1951 převzal dočasně funkci ředitele biologické stanice Borok na horním toku Volhy, která byla roku 1956 modernizována na Biologický ústav nádrží. Institut se stal předním výzkumným centrem pro sladkovodní biologii v Sovětském svazu a hrál důležitou roli v ochraně životního prostředí. V roce 1972 rezignoval na funkci vedoucího ústavu.
Zemřel 30. ledna 1986. Byl pohřben v Moskvě na Novoděvičím hřbitově.

## Ocenění
Za své úspěchy byl dvakrát vyznamenán titulem Hrdina Sovětského svazu (1937 a 1940), devětkrát Leninovým řádem, dvakrát Řádem Rudého praporu (1922, 1950). V roce 1971 mu byl také udělen Řád říjnové revoluce. Získal mnoho dalších vojenských i občanských medailí. Byl jmenován čestným občanem několika měst Sovětského svazu.
Jeho jméno nesou mys na poloostrově Tajmyr, hlubinná hora v Tichém oceánu a nunatak v pohoří Nye v Enderbyho zemi na Antarktidě.
Výzkumné plavidlo I. D. Papanin postavené v roce 1986 je součástí Bajkalské výzkumné flotily Ruské akademie věd. V roce 2019 byl spuštěn bojový ledoborec pojmenovaný po Papaninovi, první ve své třídě.

## Literární dílo
Papanin je autorem populárně–vědeckých knih, které vyšly v Sovětském svazu v mnoha vydáních a byly přeloženy i do cizích jazyků: 
- Жизнь на льдине: дневник, 1938 (česky Život na kře, deník)
- На полюсе: рассказ, 1939 (česky Na pólu, povídka)
- Через море на помощь бойцам Перекопа: Воспоминания об участии в гражданской войне 1920 года, 1940 (česky Přes moře na pomoc bojovníkům Perekopu: Vzpomínky na účast v občanské válce roku, 1920)
- Лёд и пламень, 1977 (česky Led a plamen)